# Ádám teremtése
Az Ádám teremtése Michelangelo Buonarroti 1509–1510-ben készült, 280×570 centiméteres freskója, a vatikáni Sixtus-kápolna mennyezeti freskóciklusának részlete, az itáliai érett reneszánsz festészet kiemelkedő alkotása.
Michelangelót II. Gyula pápa bízta meg azzal 1508-ban, hogy a Sixtus-kápolna 520 négyzetméteres mennyezetét, amelyet addig Piero Matteo d’Amelia csillagos égboltot ábrázoló freskója borított, fesse újra. Michelangelo 1512-ben fejezte be a megbízást, a kápolnamennyezet egyik legismertebb részlete lett az Ádám teremtése. A szerkezetileg is három részre osztott mennyezetboltozat középső sávjában kaptak helyet a teremtés jelenetei, ennek is központi része A víz és a föld szétválasztása és Éva teremtése között látható, az első ember teremtését ábrázoló kompozíció.
A freskórészletet Michelangelo két szerkezeti részre osztotta. Bal oldalán a félig ülő helyzetben a földön fekvő Ádám, jobb oldalán pedig a lebegő angyalok karjában fekvő Isten látható. A kép középpontja a teremtés pillanatát ragadja meg, amint az idős férfiként ábrázolt, de energikus Isten jobb kezének mutatóujja csaknem találkozik az ernyedt pózban fekvő Ádám felhúzott térdén megtámasztott bal kezének mutatóujjával. A két ujj azonban mégsem találkozik, közöttük rés van, annak jelzéseként, hogy a teremtés aktusa nem a fizikális-materiális szinten megy végbe, az Isten mintegy öntudatlanságából, álmából kelti életre az első ember szellemét. A két alak közötti szellemi kapcsolatot hangsúlyozza tekintetük találkozása is. A két főalak mögé Michelangelo környezetet nem festett: a kompozíció nagy részét világos háttér uralja, a művész egyedül az Ádámot megtámasztó földdarabot és az Isten palástjában megbújó angyali sereget dolgozta ki. Az angyalfigurák között látható egy egészen emberi ábrázolás is, az Isten bal karja alól kibújó leányalak. Ennek szimbolikájáról több feltételezés ismert: a művészettörténészek szerint vagy a még meg nem teremtett Évát, esetleg Máriát jelképezi.